# Конопля посевная
Конопля́ посевна́я (лат. Cánnabis satíva) — однолетнее травянистое растение, вид рода Конопля (Cannabis) семейства Коноплёвые (Cannabaceae).
В настоящее время выращивание строго регламентируется в большинстве стран мира с целью предотвращения распространения наркотиков.

## Названия
Помимо широко известного русского названия растения «Конопля посевная», прочно закрепившегося в литературе, в некоторых публикациях используется вариант Конопля полезная — перевод английского словосочетания useful hemp. Этим названием обозначают тот же вид конопли Cannabis sativa. Другой вариант названия — Конопля обыкновенная — встречается ещё реже.

## Ботаническое описание

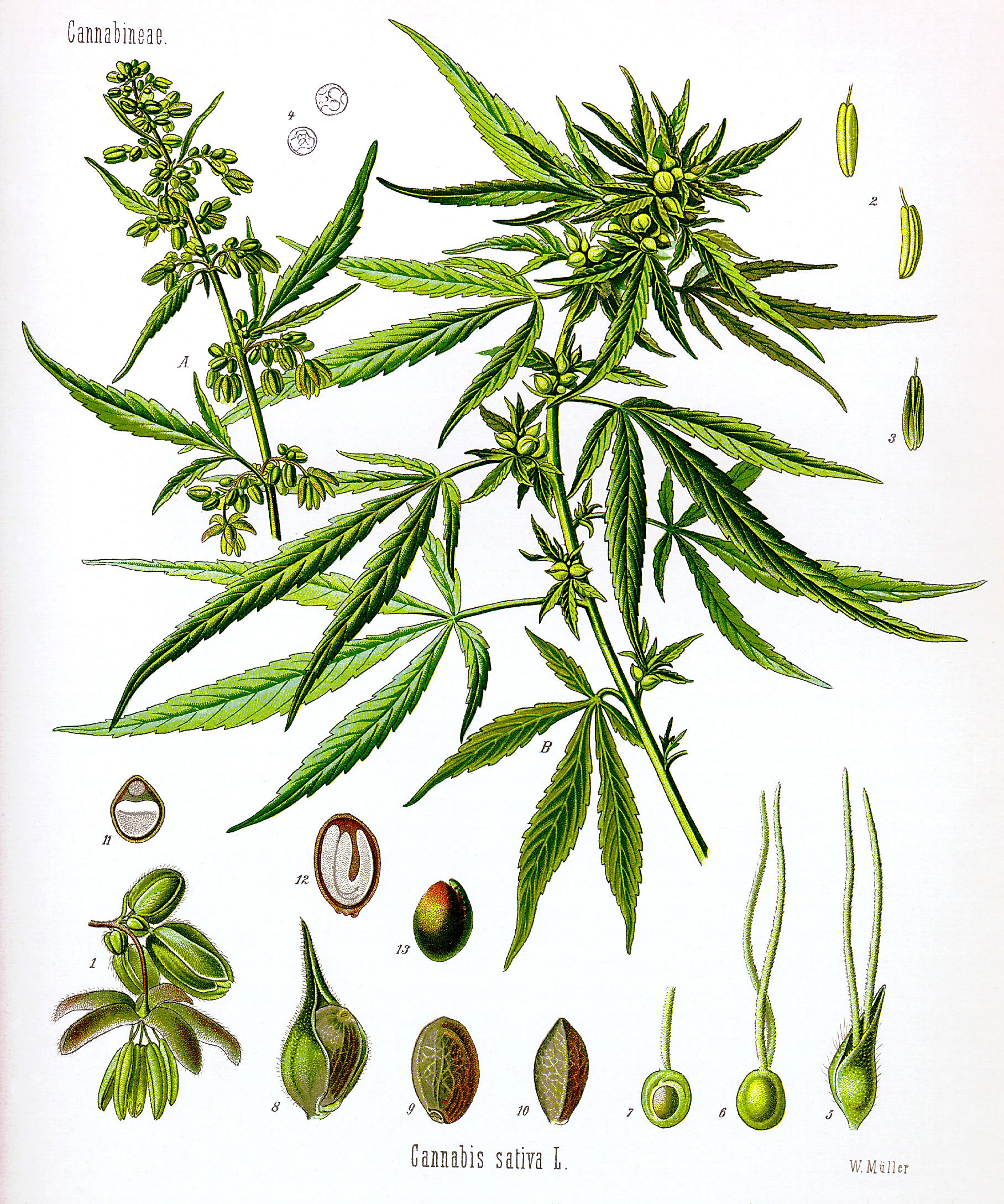
Конопля посевная.

Конопля посевная — однолетнее двудомное растение.
В России особи растения, несущие женские цветки, называют матка, матерка, или просто конопля, а мужские — посконь, пустоцвет или замашка.
Корень конопли стержневой, проникает на глубину 1,5—2 м. Основная масса корней развивается в слое до 40 см. Корни поскони по массе в 2—3 раза меньше корней матерки.
Стебель прямостоячий, простой, реже ветвистый, внизу округлый, в верхней части шестигранный, желобчатый, покрыт железистыми волосками. Обычно он достигает 1½ м в высоту, а у некоторых разновидностей он бывает гораздо выше, так у var. chinensis (китайской конопли) он бывает до 3—6 м.
Листья длинно-черешчатые, нижние — лапчато-сложные с 5—7 (редко 9) узкими зубчатыми по краям листочками; верхние — трёхлопастные или цельные. Междоузлия длинные. Нижние листья расположены супротивно, верхние — поочерёдно. При листе развиты два свободных прилистника.
Цветение конопли посевной (в отличие от распространённой дикорастущей Cannabis ruderalis) начинается позже, в августе — сентябре. Сигналом для начала цветения для неё служит значительное удлинение тёмного времени суток.
Цветки однополые; растение двудомное, мужские растения зацветают немного раньше. Опыляется ветром.
Мужские соцветия (сложные кисти или метёлки) помещаются на боковых ветвях или верхушке стебля; женские сжато-колосовидные соцветия развиваются в пазухе листьев. Мужские цветки пятерного типа, зеленовато-жёлтого цвета, с пятью тычинками, несущими длинные пыльники с большим количеством пыльцы.
Женские цветки состоят из однолиственного покрова, пестика с одногнёздной завязью и двумя нитевидными перистыми рыльцами.
Зародыш согнутый, семя без белка.

Плод — двустворчатый орешек светло-серой окраски, часто с мозаичным рисунком. Диаметр плода 2—5 мм. Масса 1000 семян 9—22 г.

## Распространение
Часто встречается одичавшей по сорным местам. Дикорастущую  форму часто рассматривают как самостоятельный ботанический вид — Конопля сорная (Cannabis ruderalis Janisch.).

## Химический состав
В семенах конопли содержится 30—38 % жирного масла, состоящего главным образом из глицеридов ненасыщенных жирных кислот (линолевой, линоленовой и масляной). Найдены также белки, аминокислоты (гликол, аланин, валин, лейцин, изолейцин, фенилаланин, треонин, тирозин, аспаргиновая кислота, тригонеллин, оксипролин и другие), углеводы, спирт квебрахт, фенольные соединения (каннабинол и каннабидиол) и следы алкалоидов.
| Число анализов | Что анализировалось            | Воды (в %) | От абсолютного сухого вещества в % | От абсолютного сухого вещества в % | От абсолютного сухого вещества в % | От абсолютного сухого вещества в % | От абсолютного сухого вещества в % | От абсолютного сухого вещества в % |
| Число анализов | Что анализировалось            | Воды (в %) | золы                               | протеина                           | белка                              | жира                               | клетчатки                          | БЭВ                                |
| -------------- | ------------------------------ | ---------- | ---------------------------------- | ---------------------------------- | ---------------------------------- | ---------------------------------- | ---------------------------------- | ---------------------------------- |
| 13             | Жмыхи конопляные (стандартные) | 10,0       | 9,0                                | 36,1                               | 34,3                               | 7,9                                | 29,5                               | 17,5                               |
| 5              | Жмыхи конопляные (кустарные)   | 10,0       | 9,4                                | 30,9                               | 29,4                               | 18,0                               | 23,8                               | 17,9                               |

## Значение и применение
Геродот описывал использование конопли фракийцами вместо льна для изготовления одежды, а скифами для проведения культовых обрядов, в ходе которых сжигаемые на раскалённых камнях семена конопли вызывали опьянение у участников церемонии:

74. В Скифской земле произрастает конопля — растение, очень похожее на лён, но гораздо толще и крупнее. Этим конопля значительно превосходит лён. Её там разводят, но встречается и дикорастущая конопля. Фракийцы изготовляют из конопли даже одежды, настолько похожие на льняные, что человек, не особенно хорошо разбирающийся, даже не отличит — льняные ли они или из конопли. А кто никогда не видел конопляной ткани, тот примет её за льняную.
 75. Взяв это конопляное семя, скифы подлезают под войлочную юрту и затем бросают его на раскаленные камни. От этого поднимается такой сильный дым и пар, что никакая эллинская паровая баня не сравнится с такой баней. Наслаждаясь ею, скифы громко вопят от удовольствия. Это парение служит им вместо бани, так как водой они вовсе не моются. Скифские женщины растирают на шероховатом камне куски кипариса, кедра и ладана, подливая воды. Затем полученным от растирания тестом обмазывают все своё тело и лицо. От этого тело приобретает приятный запах, а когда на следующий день смывают намазанный слой, оно становится даже чистым и блестит.— Геродот «История» 
Книга четвёртая. Мельпомена.

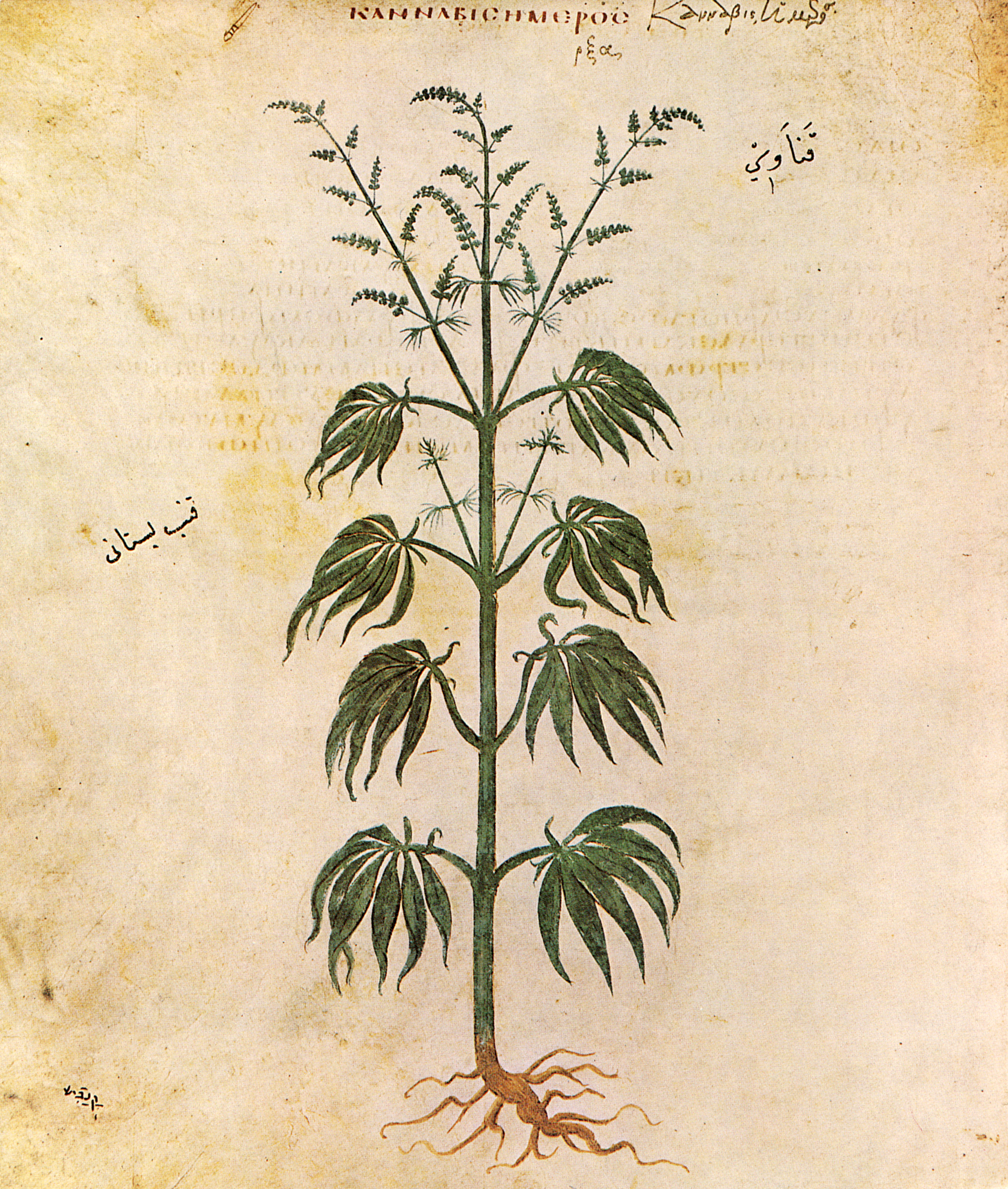
Конопля посевная (Медицинский трактат «Венский Диоскорид», Византия, VI век)

Древние греки из семян готовили особый напиток, называвшийся νηπενθής — «непентес» (буквально — «утоляющий страдания»).
К началу XX века конопля широко возделывалась во многих регионах как техническая культура ради лубяных волокон.
В XVI—XIX веках пенька (конопляное волокно) и другие продукты переработки конопли (семя, жмых) были одними из ключевых предметов экспорта России. Посевные площади в стране достигали 835 тыс. га. В СССР в 1920-х—1930-х годах развитие коноплеводства продолжалось, доля страны в общемировом сборе волокна достигала 70%. Велась селекционная работа, строились перерабатывающие заводы. Однако с 1960-х годов культивирование конопли в СССР стало приходить в упадок, во многом по причине борьбы с её наркотическим применением.
В 60-х годах XX века конопля занимала 3-е место среди прядильных растений после хлопчатника и льна.
В посевах количество мужских и женских растений примерно одинаковое. По сравнению с матеркой посконь более тонкостебельна, менее облиственна и раньше созревает. Поэтому доля их в урожае различна. Посконь даёт не более 33, а матерка — 66 % общего урожая волокна. Пенька идёт на верёвки, шпагат, канаты, редину, холстину, суровьё, мешковину.
Отходы прядильного производства — пакля — применяется для конопачения, упаковки.
Семена содержат масло, идущее в пищу и для малярных красок.
В медицине употребляются сушёные плодоносные верхушки женских цветочных ветвей растения или листья, а также настойка и экстракт из травы.
В настоящее время конопля приобрела популярность как источник распространённого так называемого «лёгкого наркотика», поэтому её выращивание возможно только при наличии лицензии, выращивание без лицензии ведёт к административному и уголовному преследованию.
Мужские цветки дают пыльцу: ни на одном из других растений нет столько пыльцы, сколько на цветках мужской конопли.

### Кормовая ценность
Съеденное в зелёном виде растение вызывает колики, опьянение, сокращение мышц, усиленный пульс. Для лошади ядовита. Симптомы отравления: галлюцинации, слабость, сонливость, судороги, смерть. По некоторым указаниям, охотно поедается верблюдами.
Жмыхи дают в корм скоту. Они обладают наркотическими свойствами, поэтому скоту их нужно давать в смеси с сеном или отрубями. При скармливании жмыхов в больших количествах дойным коровам вкус молока портится: густеет и вредно действует на телят, вызывая у них расстройство пищеварения. Конопляные жмыхи пригодны для овец, но только не беременных.
Конопляная солома хорошо впитывает воду и пригодна для подстилки.
В конопле содержатся особые вещества — каннабиноиды (от лат. «каннабис»), которые относятся к группе терпенфенольных соединений. Их более шестидесяти видов, но именно с одним из них, тетрагидроканнабинолом (ТГК) – связана «дурная слава» конопли, а именно – психотропный эффект. Каннабиноиды в той или иной степени есть во всех сортах конопли и во всех частях растения (больше всего в соцветиях), но в разной концентрации. Конопля посевная, или техническая, по сравнению с индийской (сannabis indica) очень бедна на ТГК (0,1% против 15%), поэтому сегодня её разрешили выращивать в России и во многих странах в хозяйственных целях.

### Сорта
Известен ряд сортов конопли посевной, отличающихся низким (<0,06 %) содержанием тетрагидроканнабинола, культивируемых в некоторых странах как техническая культура. Вместе с тем, существует множество психотропных сортов конопли, специально выведенных в разное время, как для медицинского использования, так и для получения наркотических веществ.

## Классификация

### Таксономия
Cannabis sativa L., 1753, Sp. Pl. : 1027
Вид Конопля посевная относится к роду Конопля (Cannabis) семейства Коноплёвые (Cannabaceae) порядка Розоцветные (Rosales). Кладограмма в соответствии с Системой APG IV по состоянию на декабрь 2023 года:
|  |                                      |  |                                   |                                   |                      |  | ещё 8 семейств |             |             |                  |
|  |                                      |  |                                   |                                   |                      |  |                |             |             | Конопля посевная |
|  |                                      |  |                                   | порядок Розоцветные               |                      |  |                |             | род Конопля |                  |
|  |                                      |  |                                   | порядок Розоцветные               |                      |  |                |             | род Конопля |                  |
|  | отдел Цветковые, или Покрытосеменные |  |                                   |                                   | семейство Коноплёвые |  |                |             |             |                  |
|  | отдел Цветковые, или Покрытосеменные |  |                                   |                                   |                      |  |                |             |             |                  |
|  |                                      |  | ещё 63 порядка цветковых растений | ещё 63 порядка цветковых растений |                      |  |                | ещё 9 родов | ещё 9 родов |                  |
|  |                                      |  |                                   | ещё 63 порядка цветковых растений |                      |  |                |             | ещё 9 родов |                  |

### Синонимы
- Cannabis americana Pharm. ex Wehmer
- Cannabis chinensis Delile
- Cannabis erratica Siev.
- Cannabis foetens Gilib.
- Cannabis generalis E.H.L.Krause
- Cannabis gigantea Delile ex Vilm.
- Cannabis indica Lam.
- Cannabis indica f. afghanica Vavilov
- Cannabis indica var. afghanica Vavilov
- Cannabis indica var. kafiristanica Vavilov
- Cannabis intersita Soják
- Cannabis kafiristanica (Vavilov)  Chrtek
- Cannabis lupulus Scop.
- Cannabis macrosperma Stokes
- Cannabis ruderalis Janisch.
- Cannabis sativa f. afghanica Vavilov
- Cannabis sativa f. chinensis (Delile)  A.DC.
- Cannabis sativa f. pedemontana A.DC.
- Cannabis sativa f. vulgaris (Alef.)  Voss
- Cannabis sativa subsp. culta Serebr.
- Cannabis sativa subsp. indica (Lam.)  E.Small & Cronquist
- Cannabis sativa subsp. intersita (Soják)  Soják
- Cannabis sativa subvar. indica (Lam.)  Asch. & Graebn.
- Cannabis sativa var. afghanica (Vavilov)  McPartl. & E.Small
- Cannabis sativa var. gigantea (Delile ex Vilm.)  Alef.
- Cannabis sativa var. indica (Lam.)  Wehmer
- Cannabis sativa var. indica (Lam.)  E.Small & Cronquist
- Cannabis sativa var. kafiristanica (Vavilov)  E.Small & Cronquist
- Cannabis sativa var. kif A.DC.
- Cannabis sativa var. macrosperma (Stokes)  Asch. & Graebn.
- Cannabis sativa var. monoica Holuby
- Cannabis sativa var. praecox Serebr.
- Cannabis sativa var. ruderalis Janisch.
- Cannabis sativa var. ruderalis (Janisch.)  S.Z.Liou
- Cannabis sativa var. sativa –
- Cannabis sativa var. spontanea Vavilov
- Cannabis sativa var. vulgaris Alef.
- Polygonum viridiflorum Poir.